# Alien Loves Predator
Alien Loves Predator (рус. Чужой любит Хищника, сокращённо ALP) — вебкомикс автора Берни Хоу (англ. Bernie Hou) по франшизе «Чужой против Хищника». По сути, комикс является пародией на вселенную, показывая заклятых врагов-пришельцев как лучших друзей, разговаривающих по-английски и живущих на Земле. Есть частичный русский перевод на Комикслейте
Первый выпуск ALP вышел в свет в 2004 году и издавался еженедельно, а в августе 2008 года Берни Хоу заявил, что теперь комикс будет обновляться нерегулярно. Но сейчас разрабатывается.

## Персонажи и их окружение
Центральными персонажами комикса являются двое инопланетян-соседей по комнате, проживающих в наши дни в Нью-Йорке: Чужой Эйб (упоминается его полное имя — Эбрахам Эльен) и Хищник по имени Престон (или же просто Прес). Начальные буквы имён аналогичны начальным буквам названий рас по-английски (Abe — Alien, Pres — Predator). Оба персонажа фактически противоположны по характеру: Эйб очень активен и экспрессивен, по темпераменту больше напоминает подростка, Прес же, наоборот, почти всегда спокоен и серьёзен, частенько учит Эйба. В комиксе несколько раз показана сцена, неплохо характеризующая их обоих: Эйб вбегает в комнату, а Прес сидит на диване и читает газету. В общем-то, привычки, стиль речи пришельцев не отличаются от человеческих, так же, как и все остальные люди, эти персонажи общаются, ходят по городу и выполняют домашнюю работу.
Помимо них, в комиксе можно встретить других героев. Например, Коринну, по её собственным словам, обладающую даром провидения. Коринна познакомилась с Престоном на приёме у окулиста и с тех пор фактически стала его девушкой. Потом, правда, её «отбивает» Билл Клинтон, отчего Прес страшно переживает. Кроме Коринны, присутствуют такие персонажи, как Королева Чужих, мать Эйба, парочка его младших братьев-Чужиков и другие герои.
Несмотря на то, что ни один герой-инопланетянин не скрывает своего облика, люди остаются равнодушными либо просто не догадываются, что пришельцы живут среди них. Так, при попытках Эйба познакомиться с девушкой только до четвёртой или пятой из них доходит, что у него есть хвост. В одном из выпусков новостей упоминается, что, оказывается, в человеческом обществе проживают около 12 миллионов представителей внеземных рас. В другом выпуске при упоминании Эйба о нём говорят как о темнокожем молодом человеке.

## Стиль и юмор
Стиль ALP — фотоколлаж с участием реальных фотографий фигурок (action figure), в некоторых местах с участием фото города. Несколько страниц комикса отрисованы с использованием разных стилей. Рецензент заявил, что ALP «устанавливает планку для этого художественного стиля».
Весь комикс пронизан юмором, где-то абсурдным, где-то почти сюрреалистическим и нелогичным, кое-где даже пошловатым. При этом встречаются элементы информации по самой вселенной Aliens versus Predator, нередко также представленные с юмором. Например, охваченный ревностью по поводу покинувшей его Коринны Прес решает проследить за ней и её новым поклонником. Он становится невидимым, но вот беда, страшный окулист обнаружил у бедняги астигматизм и прописал ему очки. Так, сам Прес невидимым стал, а очки нет…

## Признание
ALP был финалистом WCCA (Web Cartoonists' Choice Award) как лучший фотографический комикс в 2008 году. Берни Хоу был гостем на MOCCA, ICON и конвенции комиксов UberCon. ALP также получил положительные отзывы в мартовском и апрельском выпусках журнала Creative Screenwriting в 2005 году, февральском выпуске Stuff в 2006 году и в апрельском выпуске Comic Buyer’s Guide в 2010 году.